# Mansion (San Cristóbal y Nieves)
Mansion es una localidad de San Cristóbal y Nieves en la parroquia de Christ Church Nichola Town.
Se ubica a una altitud de 92 m sobre el nivel del mar.
Según estimación 2010 cuenta con una población de 834 habitantes.